# Psi Leonis
Psi Leonis (16 Leonis) é uma estrela na direção da constelação de Leo. Possui uma ascensão reta de 09h 43m 43.90s e uma declinação de +14° 01′ 18.1″. Sua magnitude aparente é igual a 5.36. Considerando sua distância de 713 anos-luz em relação à Terra, sua magnitude absoluta é igual a −1.34. Pertence à classe espectral M2III.